# Szász-Anhalt vasútvonalainak listája

Németország tartományai

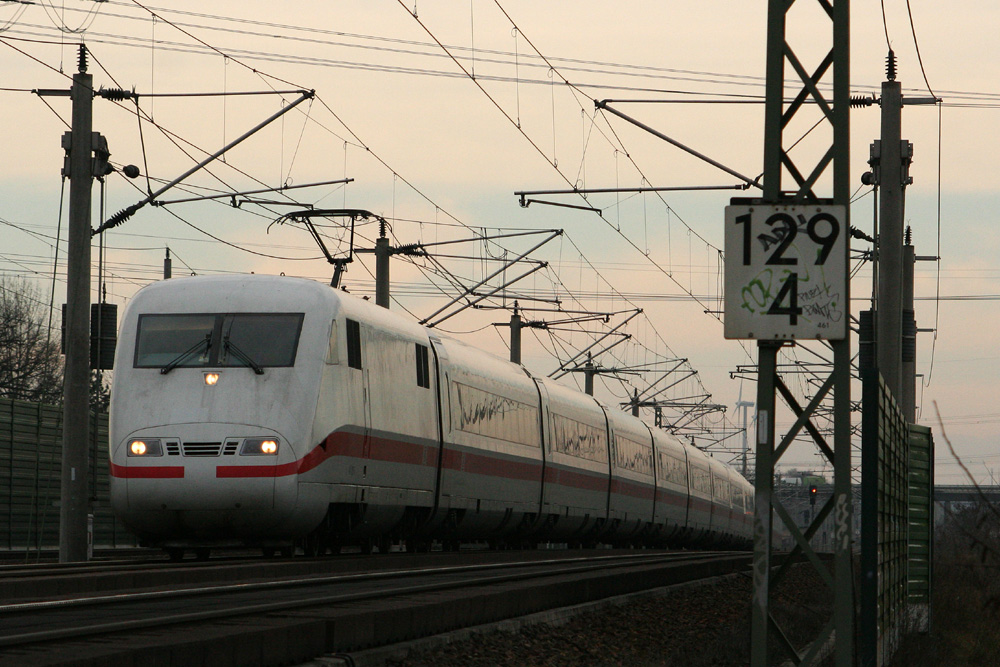
ICE 1 nagysebességű motorvonat a Hannover–Berlin nagysebességű vasútvonalon

Ez a lista a németországi Szász-Anhalt tartomány vasútvonalait sorolja fel ábécé sorrendben. A lista nem teljes.

## Vasútvonalak
- Altmärkische kisvasút
- Amerikalinie
- Bergwitz–Kemberg-vasútvonal
- Bebitz–Alsleben-vasútvonal
- Berga-Kelbra–Stolberg (Harz)-vasútvonal
- Berlin-Blankenheimer-vasútvonal
- Berlin–Halle-vasútvonal
- Berlin-Lehrter-vasútvonal
- Berlin–Magdeburg-vasútvonal
- Bernburg–Calbe (Saale)-vasútvonal
- Biederitz–Altengrabow-vasútvonal
- Biederitz–Dessau-vasútvonal
- Biederitz–Magdeburg-Buckau-vasútvonal
- Bitterfeld–Stumsdorf-vasútvonal
- Bitterfeld–Wittenberg-vasútvonal
- Blankenburg–Quedlinburg-vasútvonal
- Blumenberg–Eilsleben-vasútvonal
- Braunschweig–Magdeburg-vasútvonal
- Brockenbahn
- Burgkemnitz–Oranienbaum-vasútvonal
- Dannenberg–Salzwedel-vasútvonal
- Dessau-Wörlitzer-vasútvonal
- Dessau–Köthen-vasútvonal
- Dessau–Lipcse-vasútvonal
- Dessau-Radegast-Köthener-vasútvonal
- Dessau–Wittenberg-vasútvonal
- Eilsleben–Schöningen-vasútvonal
- Erfurt–Leipzig/Halle nagysebességű vasútvonal
- Erzstufenbahn
- Etgersleben–Förderstedt-vasútvonal
- Frose–Quedlinburg-vasútvonal
- Gardelegen–Kalbe-vasútvonal
- Genthin–Schönhausen-vasútvonal
- Gera-Meuselwitz-Wuitzer-vasútvonal
- Gera-Pforten–Wuitz-Mumsdorf keskeny nyomtávú vasútvonal
- Gerbstedt–Friedeburg-vasútvonal
- Glöwen–Havelberg-vasútvonal
- Kleinbahn Goldbeck–Werben (Elbe) keskeny nyomtávú vasútvonal
- Kleinbahn Gommern–Pretzien keskeny nyomtávú vasútvonal
- Gräfenhainichen–Oranienbaum-vasútvonal
- Groß Engersen–Vinzelberg-vasútvonal
- Großkorbetha–Deuben-vasútvonal
- Güsen–Jerichow-vasútvonal
- Hafenbahn Halle-Trotha
- Halberstadt–Blankenburg-vasútvonal
- Halberstadt–Vienenburg-vasútvonal
- Haldensleben–Eilsleben-vasútvonal
- Haldensleben–Gardelegen-vasútvonal
- Haldensleben–Weferlingen-vasútvonal
- Hafenbahn Halle
- Industriebahn Halle (Saale)
- Halle Klaustor–Hettstedt-vasútvonal
- Halle-Kasseler-vasútvonal
- Halle–Cottbus-vasútvonal
- Halle–Halberstadt-vasútvonal
- Hannover–Berlin nagysebességű vasútvonal
- Harzquerbahn
- Hassel–Neuermark-Lübars-vasútvonal
- Helmstedt–Oebisfelde-vasútvonal
- Heudeber-Danstedt–Bad Harzburg/Vienenburg-vasútvonal
- Heudeber–Mattierzoll keskeny nyomtávú vasútvonal
- Hohenwulsch–Wittingen-vasútvonal
- Kleinbahnen des Kreises Jerichow I keskeny nyomtávú vasútvonal
- Jerxheim–Nienhagen-vasútvonal
- Jüterbog–Röderau-vasútvonal
- Kanonenbahn
- Klostermansfeld–Wippra-vasútvonal
- Klötze–Wernstedt-vasútvonal
- Könnern–Rothenburg (Saale)-vasútvonal
- Kleinbahn Könnern–Rothenburg keskeny nyomtávú vasútvonal
- Köthen–Aken-vasútvonal
- Köthen–Aschersleben-vasútvonal
- Kyffhäuser keskeny nyomtávú vasútvonal
- Laucha–Kölleda-vasútvonal
- Lipcse-Plagwitz–Pörsten-vasútvonal
- Lipcse–Probstzella-vasútvonal
- Lutherstadt Wittenberg–Straach-vasútvonal
- Lutherstadt Wittenberg–Torgau/Eilenburg-vasútvonal
- Magdeburg-Wittenbergesche-vasútvonal
- Magdeburg–Lipcse-vasútvonal
- Magdeburg–Thale-vasútvonal
- Mansfelder Bergwerksbahn
- Marienborn-Beendorfer keskeny nyomtávú vasútvonal
- Merseburg–Halle-Nietleben-vasútvonal
- Merseburg–Lipcse-vasútvonal
- Merseburg–Schafstädt-vasútvonal
- Naumburg–Artern-vasútvonal
- Naumburg–Teuchern-vasútvonal
- Oberröblingen–Allstedt-vasútvonal
- Oebisfelde–Magdeburg-vasútvonal
- Oebisfelde–Salzwedel-vasútvonal
- Oschersleben–Jerxheim-vasútvonal
- Oschersleben-Schöninger Eisenbahn-Gesellschaft-vasútvonal
- KOsterburg–Pretzier keskeny nyomtávú vasútvonal
- Osterwieck-Wasserlebener-vasútvonal
- Panoramabahn
- Parkeisenbahn Peißnitzexpress Halle (Saale)
- Pfefferminzbahn
- Prettin–Annaburg-vasútvonal
- Pretzsch–Eilenburg-vasútvonal
- Pretzsch–Torgau-vasútvonal
- Rimpau-vasútvonal
- Röblingen am See–Vitzenburg-vasútvonal
- Rohrberg–Zasenbeck-vasútvonal
- Roßlau–Falkenberg/Elster-vasútvonal
- Rübelandbahn
- Salzwedel–Badel-vasútvonal
- Salzwedel–Dannenberg-vasútvonal
- Salzwedel–Diesdorf-vasútvonal
- Salzwedel–Geestgottberg-vasútvonal
- Sangerhausen–Erfurt-vasútvonal
- Schandelah–Oebisfelde-vasútvonal
- Schönebeck–Glindenberg-vasútvonal
- Schönebeck–Blumenberg-vasútvonal
- Schönebeck–Güsten-vasútvonal
- Schönhausen–Sandau-vasútvonal
- Selketalbahn
- Feldbahn des Sodawerkes Staßfurt
- Staßfurt–Blumenberg-vasútvonal
- Stendal–Arendsee-vasútvonal
- Stendal–Niedergörne-vasútvonal
- Stendal–Salzwedel-vasútvonal
- Stendal–Tangermünde-vasútvonal
- Stendal–Uelzen-vasútvonal
- Straußfurt–Großheringen-vasútvonal
- Strube-Bahn
- Südharz-Eisenbahn-Gesellschaft
- Tangermünde–Lüderitz-vasútvonal
- Teutschenthal–Salzmünde-vasútvonal
- Thüringer Bahn
- Unstrutbahn
- Kleinbahn Wallwitz–Wettin keskeny nyomtávú vasútvonal
- Wegenstedt–Calvörde-vasútvonal
- Weißenfels–Zeitz-vasútvonal
- Wiesenburg–Roßlau-vasútvonal
- Wittenberge–Magdeburg-vasútvonal
- Wittenberg–Eilenburg-vasútvonal
- Wittenberg–Falkenberg/Elster-vasútvonal
- Wittenberg–Torgau-vasútvonal
- Wittingen–Oebisfelde-vasútvonal
- Wolmirstedt–Colbitz keskeny nyomtávú vasútvonal
- Zeitz–Altenburg-vasútvonal
- Zeitz–Camburg-vasútvonal
- Zschornewitzer keskeny nyomtávú vasútvonal